# Beli Bim Črnouhi (film)
Beli Bim Črnouhi (rusko Белый Бим Чёрное ухо, translit. Belji Bim, Čjornoe uho) je sovjetski dramski film iz leta 1977, ki ga je režiral in zanj napisal tudi scenarij Stanislav Rostocki. Temelji na istoimenskem romanu Gavriila Trojepoljskega iz leta 1971. V glavnih vlogah nastopajo Vjačeslav Tihonov, Valentina Vladimirova, Mihail Dadiko, Ivan Rižov in Irina Ševčuk. Naslovni junak je pes angleški seter z enim črnim ušesom, ki po bolezni lastnika ostane brez doma.
Film je bil premierno prikazan 15. septembra 1977 v sovjetskih kinematografih. Kot sovjetski kandidat je bil nominiran za oskarja za najboljši mednarodni celovečerni film na 51. podelitvi. Na Mednarodnem filmskem festivalu v Karlovih Varih je osvojil glavno nagrado kristalni globus za najboljši film, ki si ga je delil s filmom Stíny horkého léta.

## Vloge
- Vjačeslav Tihonov kot Ivan Ivanovič
- Vasja Vorobjev kot Tolik
- Irina Ševčuk kot Daša
- Valentina Vladimirova kot zvita ženska
- Andrej Martinov kot voznik
- Anja Ribnikova kot Ljusja
- Jurij Grigorjov kot policist